# Isole del Canada
Questa è una lista non esaustiva delle isole del Canada.

## Arcipelago artico canadese

### Isole Regina Elisabetta
| - Isola Adams - Isola Alexander - Isola Baillie-Hamilton - Isola Bathurst - Isola di Borden - Isola Brock - Isola Buckingham - Isola Byam Martin - Isola Cameron - Isola Coburg - Isola Cornwall - Isola Cornwallis |  | - Devon Island - Eglinton Island - Ellesmere Island - Isola Emerald - Isola Graham - Isola Griffith - Isola Hans - Isola Helena - Isola Hoved - Isola Vanier - Isola King Christian |  | - Isola Little Cornwallis - Isola Lougheed - Isola Mackenzie King - Isola Massey - Isola Meighen - Isola di Melville - Isola North Kent - Isola Pioneer - Isola del Principe Patrizio - Isola Stor - 2091 altre isole minori |

### Isole Belcher
| - Isola Flaherty - Isola Innetalling - Isola Kugong |  | - Isola Mavor - Isola Moore - Isola Snape |  | - Isola Split - Isola Tukarak - Isola Wiegand |

### Isole Sverdrup
- Isola Amund Ringnes
- Isola di Axel Heiberg
- Isola di Ellef Ringnes
- Isola Haig-Thomas

### Altre isole artiche
| - Admiralty Island - Air Force Island - Akimiski Island - Akpatok Island - Angijak Island - Baffin Island - Banks Island - Big Island - Bray Island - Brevoort Island - Bylot Island - Charles Island - Charlton Island - Coats Island - Crown Prince Frederik Island - Dexterity Island - Edgell Island - Foley Island - Gateshead Island |  | - Herschel Island - Igloolik Island - Jens Munk Island - Jenny Lind Island - Killiniq Island - Isola di Re Guglielmo - Koch Island - Loks Land Island - Long Island - Mansel Island - Isola Matty - Melbourne Island - Mill Island - Moodie Island - North Twin Island - Nottingham Island - Padloping Island - Pandora Island - Prescott Island |  | - Prince Charles Island - Prince of Wales Island - Resolution Island - Richards Island - Rowley Island - Russell Island - Salisbury Island - Sillem Island - Smith Island - Somerset Island - Southampton Island - South Tweedsmuir Island - Stefansson Island - Tennent Islands - Vansittart Island - Victoria Island - Wales Island - White Island - 34377 altre isole minori |

## Columbia Britannica

### Costa meridionale

#### Isola di Vancouver
- Isola di Vancouver

#### Regione dello Stretto di Georgia

##### Isole Gulf meridionali
| - Cabbage Island - Curlew Island - De Courcy Islands - Mudge Island - Link Island - Ruxton Island - Pylades Island - Gabriola Island - Galiano Island - Gossip Island - Hudson Island - James Island |  | - Kuper Island - Mayne Island - Moresby Island - North Pender Island - Parker Island - Piers Island - Portland Island - Prevost Island - Reid Island - Saltspring Island - Samuel Island - Saturna Island |  | - Secret Island - Secretary Islands - Sidney Island - South Pender Island - Tent Island - Tree Island - Tumbo Island - Thetis Island - Valdes Island - Wallace Island - Whaleboat Island - Wise Island |

##### Isole Gulf settentrionali
| - Ballenas Islands - Denman Island - Hornby Island |  | - Harwood Island - Jedediah Island - Lasqueti Island |  | - Savary Island - Texada Island |

##### Discovery Islands
| - Cortes Island - East Redonda Island - East Thurlow Island - Hernando Island |  | - Maurelle Island - Quadra Island - Read Island - Rendezvous Islands |  | - Sonora Island - Stuart Island - West Redonda Island - West Thurlow Island |

##### Sunshine Coast-Desolation Sound
- Nelson Island

##### Howe Sound
- Anvil Island
- Isola di Bowen
- Bowyer Island
- Defence Islands
- Isola di Gambier
- Keats Island

#### Costa occidentale dell'Isola di Vancouver

##### Barkley Sound
- Broken Islands Group

##### Capo Scott
- Cape Scott Islands
- Lanz and Cox Islands

##### Baia di Nootka
- Bligh Island
- Nootka Island

##### Kyuquot Sound
- Union Island

##### Clayoquot Sound
- Meares Island
- Flores Island
- Vargas Island

#### Lower Mainland

##### Coal Harbour
- Deadman's Island

##### Harrison Lake
- Echo Island
- Long Island

##### Fiume Fraser
| - Annacis Island - Barnston Island - Deas Island - Douglas Island - Crescent Island |  | - Herrling Island - Iona Island - Lulu Island - Matsqui Island - McMillan Island |  | - Mitchell Island - Nicomen Island - Sea Bird Island - Sea Island - Westham Island |

### Costa centrale

#### Stretto di Johnstone e Stretto della Regina Carlotta
| - Broughton Archipelago - Broughton Island - North Broughton Island - Eden Island - Bonwick Island - Baker Island |  | - Cormorant Island - Harbledown Island - Hardwicke Island - Malcolm Island - Turnour Island |

#### Fitz Hugh Sound e Dean Channel
| - Calvert Island - Campbell Island - Cunningham Island - Denny Island |  | - King Island - Hecate Island - Hunter Island - Yeo Island |

### Costa settentrionale

#### Queen Charlotte Sound e Hecate Strait
| - Aristazabal - Banks Island - Calvert Island - Campania Island - Dowager Island - Estevan Group |  | - Gil Island - Hawkesbury Island - Lady Douglas Island - McCauley Island - Pitt Island - Pooley Island |  | - Porcher Island - Price Island - Isola della Principessa Reale - Roderick Island - Susan Island - Swindle Island |

#### Dixon Entrance e Portland Canal
- Dundas Island
- Kaien Island
- Pearse Island
- Somerville Island
- Stephens Island
- Wales Island

### Haida Gwaii
- Anthony Island
- Graham Island
- Kunghit Island
- Langara Island
- Isola Lyell
- Moresby Island

### Terraferma
- Grant Island, sul Lago Okanagan
- Lady Franklin Rock, nel Fraser Canyon
- Rattlesnake Island, sul Lago Okanagan
- Saddle Rock, nel Fraser Canyon
- Zuckerberg Island, alla confluenza tra il fiume Kootenay e il fiume Columbia

## Isola del Principe Edoardo
| - Boughton Island - Governors Island - Hog Island Sand Hills |  | - Holman Island - Lennox Island - Murray Islands |  | - Panmure Island - Saint Peter's Island |

## Nuova Scozia
| - Barren Island - Big Tancook Island - Boularderie Island - Brier Island - Isola del Capo Bretone - Cape Sable Island - Deadman's Island - Devil's Island - Dover Island - Georges Island |  | - Henry Island - Lawlor Island - Long Island - Isola Madame - McNabs Island - Oak Island - Partridge Island - Petit-de-Grat Island - Pictou Island |  | - Port Hood Island - Sable Island - Sambro Island - Seal Island - Sherose Island - Southwest Island - Stoddart Island - Saint Paul Island - Tusket Islands |

## Nuovo Brunswick
| - Campobello Island - Deer Island - Grand Manan Island - Île de Lamèque |  | - Machias Seal Island - Miscou Island - White Head Island |

## Ontario
| - Amherst Island - Manitoulin Island - Thousand Islands |  | - Toronto Islands - Wolfe Island |

## Québec
| - Anticosti Island - Entry Island - Île Bonaventure - Île Bizard - Îles de Boucherville - Île de la Visitation |  | - Île-des-Sœurs - Île d'Orléans - Île Dorval - Île Jésus - Île Notre-Dame - Île Perrot |  | - Île René-Levasseur - Île Sainte-Hélène - Îles Laval - Isola di Montreal - Isole della Maddalena |

## Terranova e Labrador
| - Isola Baccalieu - Bell Island - Brunette Island - Carbonear Island - Change Islands - Cod Island - Fogo Island - Funk Island - Great Colinet Island |  | - Grey Islands - Horse Islands - Ireland's Eye Island - Kelly's Island - Kikkertavak Island - Killiniq Island - Merasheen Island - New World Island |  | - Paul's Island - Puffin Island - Quirpon Island - Ramea Island - Random Island - South Aulatsivik Island - Terranova - Tunungayualok Island |